# AB Aurigae
AB Aurigae (AB Aur) es una estrella variable en la constelación de Auriga. Se encuentra a 470 años luz de distancia del sistema solar.
AB Aurigae es una estrella blanca de tipo espectral A0Ve con una luminosidad 31 veces mayor que la luminosidad solar. Es una estrella muy estudiada ya que es considerada prototipo de las estrellas Herbig Ae, estrellas jóvenes de masa intermedia que aún no han entrado en la secuencia principal. Situada en la región de formación estelar de Taurus-Auriga, su edad está comprendida entre 1 y 3 millones de años. Rodeada por una compleja combinación de estructuras de gas y polvo, AB Aurigae muestra una serie fenómenos fascinantes, entre ellos una nebulosa de reflexión que se extiende miles de UA más allá de la estrella, así como una región más compacta con forma de anillo (entre 100 y 750 UA de la estrella) compuesta fundamentalmente de gas. Parece que el disco interior de polvo tiene un radio exterior de aproximadamente 130 UA, dentro del cual existe muy poca cantidad de gas.
El anillo de polvo presenta un espacio vacío a 102 UA de AB Aurigae; ello, unido a la existencia de claros dentro del anillo a menor distancia de la estrella, sugiere la formación de al menos un objeto pequeño a una distancia orbital de aproximadamente 100 UA. También se ha detectado un «punto fuente» en la parte externa del anillo, cuyo origen puede ser una zona de mayor densidad causada por el acrecimiento sobre un compañero invisible.
La magnitud aparente de AB Aurigae oscila de forma irregular entre +6,9 y +8,4, estando catalogada como una variable Orión.